# Macroglossum jani
Macroglossum jani là một loài bướm đêm thuộc họ Sphingidae, chi Macroglossum.